# طاولات منفصلة (فلم)
طاولات منفصلة (بالإنجليزية: Separate Tables) هو فيلم دراما تم إنتاجه في الولايات المتحدة وصدر في سنة 1958, الفيلم مقتبس من مسرحية من فصلين تحمل نفس العنوان , ترشح الفيلم لسبعة جوائز أوسكار و أربع جوائز غولدن غلوب , وفاز بجائزتي أوسكار وجائزة غولدن غلوب واحدة , حيث فاز ديفيد نيفن بجائزة الأوسكار لأفضل ممثل و جائزة غولدن غلوب لأفضل ممثل دراما , كما فازت ويندي هايلر بجائزة الأوسكار لأفضل ممثلة مساعدة .

## القصة
تدور أحداث الفيلم حول فندق فيه ضيوف كل له قصة معينة منهم الرائد المتقاعد ديفيد آنغوس بولاك (ديفيد نيفن) الذي يحاول أن يخفى فضيحة جنسية متورط بها ولكن محاولاته تبؤ بالفشل حيث يكتشف ضيوف الفندق مقالة صحفية تتحدث عن هذه الفضيحة فيطالبون مديرة الفندق بطرده.

## بطولة
- ريتا هيوارث
- ديبورا كير
- ديفيد نيفن
- برت لانكستر

### ترشيحات وجوائز
| السنة | الحدث | الفئة            | النتيجة  |
| ----- | ----- | ---------------- | -------- |
|       |       | أوسكار أحسن ممثل | فـــــوز |

## الميزانية والإيرادات
حقق أرباحا تقدر بـ 3.1 مليون دولار (est. / Canada rentals).

## وصلات خارجية
- طاولات منفصلة على موقع IMDb (الإنجليزية)
- طاولات منفصلة على موقع ميتاكريتيك (الإنجليزية)
- طاولات منفصلة على موقع الموسوعة البريطانية (الإنجليزية)
- طاولات منفصلة على موقع روتن توميتوز (الإنجليزية)
- طاولات منفصلة على موقع ألو سيني (الفرنسية)
- طاولات منفصلة على موقع Turner Classic Movies (الإنجليزية)
- طاولات منفصلة على موقع أول موفي (الإنجليزية)
- طاولات منفصلة على موقع بوكس أوفيس موجو (الإنجليزية)
- طاولات منفصلة على موقع فيلمافينيتي (الإسبانية)
- طاولات منفصلة على موقع قاعدة بيانات الأفلام السويدية (السويدية)

1. ↑  وصلة مرجع: http://www.imdb.com/title/tt0052182/. الوصول: 27 مايو 2016.
2. ↑  وصلة مرجع: http://www.allocine.fr/film/fichefilm_gen_cfilm=40156.html. الوصول: 27 مايو 2016.
3. ↑  وصلة مرجع: http://www.filmaffinity.com/en/film423358.html. الوصول: 27 مايو 2016.
4. ↑  مذكور في: قاعدة بيانات الأفلام التشيكية السلوفاكية. لغة العمل أو لغة الاسم: التشيكية. تاريخ النشر: 2001.